# Supercopa do Brasil de Futebol Feminino de 2024
Supercopa do Brasil de Futebol Feminino de 2024, oficialmente Supercopa Feminina Betano por motivos de patrocínio, foi a terceira edição dessa competição brasileira de futebol feminino organizada pela Confederação Brasileira de Futebol (CBF). O torneio foi realizado entre 9 e 18 de fevereiro. e vencido pelo Corinthians pela terceira vez.

## Regulamento
A competição foi disputada no sistema de mata-mata, no qual duas equipes se enfrentaram em jogo único e o vencedor foi promovido à próxima fase do torneio. Em caso de empate no tempo regulamentar, o vencedor da partida seria decidido após uma disputa por pênaltis.
O mando de campo pertenceu ao time da Federação melhor qualificada no Ranking da CBF.

## Equipes classificadas
As equipes classificadas, segundo os critérios definidos para a competição, foram:
| Estado            | Clube           | Forma de classificação            |
| ----------------- | --------------- | --------------------------------- |
| Distrito Federal  | Real Brasília   | Melhor colocado DF – Série A1     |
| Minas Gerais      | Cruzeiro        | Melhor colocado MG – Série A1     |
| Rio de Janeiro    | Flamengo        | Melhor colocado RJ – Série A1     |
| Rio de Janeiro    | Fluminense      | Melhor colocado RJ – Série A2     |
| Rio Grande do Sul | Internacional   | Melhor colocado RS – Série A1     |
| Santa Catarina    | Avaí/Kindermann | Melhor colocado SC – Série A1     |
| São Paulo         | Corinthians     | Melhor colocado SP – Série A1     |
| São Paulo         | Ferroviária     | 2.º melhor colocado SP – Série A1 |

## Sorteio
A CBF realizou um sorteio — em 12 de janeiro, às 15:30, na sua sede — para definir a formação dos grupos (numerados de 1 a 4).

## Partidas
Em itálico, as equipes que possuem o mando de campo no confronto e, em negrito, as equipes classificadas.
|  | Quartas de final                       | Quartas de final                    |                                     |       | Semifinal | Semifinal |  |  | Final | Final |
|  |                                        |                                     |                                     |       |           |           |  |  |       |       |
|  | 9 de fevereiro – Gigantão das Avenidas |                                     |                                     |       |           |           |  |  |       |       |
|  |                                        |                                     |                                     |       |           |           |  |  |       |       |
|  | Kindermann                             | 3                                   |                                     |       |           |           |  |  |       |       |
|  | Kindermann                             | 3                                   | 14 de fevereiro – Orlando Scarpelli |       |           |           |  |  |       |       |
|  | Fluminense                             | 1                                   |                                     |       |           |           |  |  |       |       |
|  | Fluminense                             | 1                                   | Kindermann                          | 0     |           |           |  |  |       |       |
|  | 10 de fevereiro – Bezerrão             |                                     | Kindermann                          | 0     |           |           |  |  |       |       |
|  |                                        | Cruzeiro                            | 3                                   |       |           |           |  |  |       |       |
|  | Real Brasília                          | Cruzeiro                            | 3                                   | 0     |           |           |  |  |       |       |
|  | Real Brasília                          |                                     | 18 de fevereiro – Neo Química Arena | 0     |           |           |  |  |       |       |
|  | Cruzeiro                               | 1                                   |                                     |       |           |           |  |  |       |       |
|  | Cruzeiro                               | 1                                   | Cruzeiro                            | 0     |           |           |  |  |       |       |
|  | 11 de fevereiro – Beira-Rio            |                                     | Cruzeiro                            | 0     |           |           |  |  |       |       |
|  |                                        | Corinthians                         | 1                                   |       |           |           |  |  |       |       |
|  | Internacional                          | Corinthians                         | 1                                   | 2     |           |           |  |  |       |       |
|  | Internacional                          | 15 de fevereiro – Neo Química Arena |                                     | 2     |           |           |  |  |       |       |
|  | Corinthians                            | 4                                   |                                     |       |           |           |  |  |       |       |
|  | Corinthians                            | 4                                   | Corinthians                         | 2     |           |           |  |  |       |       |
|  | 11 de fevereiro – Luso-Brasileiro      |                                     | Corinthians                         | 2     |           |           |  |  |       |       |
|  |                                        | Ferroviária                         | 0                                   |       |           |           |  |  |       |       |
|  | Flamengo                               | Ferroviária                         | 0                                   | 0 (5) |           |           |  |  |       |       |
|  | Flamengo                               |                                     |                                     | 0 (5) |           |           |  |  |       |       |
|  | Ferroviária (p)                        | 0 (6)                               |                                     |       |           |           |  |  |       |       |
|  | Ferroviária (p)                        | 0 (6)                               |                                     |       |           |           |  |  |       |       |

### Quartas de final
Fonte: 
| 9 de fevereiro | Avaí/Kindermann                           | 3 – 1                     | Fluminense  | Gigantão das Avenidas, Itajaí                  |
| 20:00          | Cami Lopez 34' · Lourdes 72' · Ramona 74' | Súmula (CBF) ge Soccerway | Sorriso 53' | Árbitro: PR Maria Luiza Brandellero dos Santos |

| 10 de fevereiro | Real Brasília | 0 – 1                     | Cruzeiro  | Bezerrão, Gama                  |
| 19:00           |               | Súmula (CBF) ge Soccerway | Celsa 28' | Árbitro: SP Daiane Muniz (FIFA) |

| 11 de fevereiro | Internacional     | 2 – 4                     | Corinthians                                                      | Beira-Rio, Porto Alegre                    |
| 10:30           | Priscila 11', 21' | Súmula (CBF) ge Soccerway | Jaqueline 6' · Millene 26' · Gabi Portilho 41' · Jheniffer 90+3' | Árbitro: MG Andreza Helena Siqueira (FIFA) |

| 11 de fevereiro | Flamengo | 0 – 0                     | Ferroviária | Estádio Luso-Brasileiro, Rio de Janeiro |
| 10:30           |          | Súmula (CBF) ge Soccerway |             | Árbitro: PE Deborah Cecilia (FIFA)      |

|                                                                |     | Penalidades                                                            |  |
| Cristiane Darlene Gláucia Daiane Santos Duda Francelino Thaísa | 5–6 | Luana Mylena Carioca Katiuscia Patrícia Sochor Duda Santos Aline Gomes |  |

### Semifinais
Fonte: 
| 14 de fevereiro | Avaí/Kindermann | 0 – 3                     | Cruzeiro                                                | Estádio Orlando Scarpelli, Florianópolis |
| 19:00           |                 | Súmula (CBF) ge Soccerway | Byanca Brasil 45+1' (pen.), 58' (pen.) · Mari Pires 68' | Árbitro: RJ Rejane Silva (FIFA)          |

| 15 de fevereiro | Corinthians                   | 2 – 0                     | Ferroviária | Neo Química Arena, São Paulo       |
| 16:15           | Mariza 27' · Gabi Zanotti 42' | Súmula (CBF) ge Soccerway |             | Árbitro: SE Thayslane Costa (FIFA) |

### Final
Fonte: 
| 18 de fevereiro | Corinthians      | 1 – 0        | Cruzeiro | Neo Química Arena, São Paulo       |
| 10:30           | Duda Sampaio 47' | ge Soccerway |          | Árbitro: PE Deborah Cecilia (FIFA) |

## Premiação
| Supercopa do Brasil de Futebol Feminino de 2024 |
| São Paulo                                       |
| ----------------------------------------------- |
| CORINTHIANS Tricampeão (3.º título)             |